# جزر أوركني
أوركني أو أوركاد  (بالإنجليزية:  Orkney)‏ هي جزر تقع قبالة الساحل الشمالي لاسكتلندا. تتكون من مجموعة من 67 جزيرة، والعديد من الجزر الصغيرة، وهناك حوالي 21 جزيرة منها آهلة بالسكان. وأكبر هذه الجزر مينلاند التي تضم مُعظم السكان، بما في ذلك مدينتي كيركوول وسترومنيس.

## سكان
تعتبر كيركوول المركز الإداري وأكبر المدن. المساحة الإجمالية هي 976 كم². و يبلغ عدد السكان 19,450 نسمة حسب إحصاء عام 1991م. يُدعى سكان أوركني بالأوركاديين، وينحدرون من المستوطنين الاسكتلنديين والنرويجيين. وهناك العديد من الآثار في الجزر، مثل مقبرة مايشو، وقرية سكارابرية، التي ما تزال تحافظ على شكلها رغم أن عمرها يعود إلى 3 آلاف سنة ق.م. اللغة الرسمية هي الغيلية الإسكتلندية .

## مناخ
لا ينبت في الجزر إلا القليل من الأشجار بسبب الرياح القوية. للبحر تأثير كبير على مناخ أوركني. ولا توجد حدود عليا ودنيا لدرجة الحرارة. والمناخ معتدل شتاءً ورطب صيفًا. ومعدل هطول الأمطار السنوي 940مم.

## تاريخ
يبدو أن الشعوب النيوليتية (العصر الحجري الجديد) قد استوطنت جزر أوركني في وقت غابر يعود إلى 4,000 سنة مضت. فقد عرّت أعاصير وعواصف خلال القرن التاسع عشر الأرض وظهرت قرى قديمة صغيرة مثل «مايس هاو» و «سكارا براي». فاهتم علماء الآثار بها وبدأوا في تأريخها ومحاولة دراسة طريقة معيشة هؤلاء الأقدمين.
توجد في الجزر آثار من إنشاءات ذات جدران حجرية مستديرة تُدعى بروتش، تعود إلى ما بين القرن الثاني قبل الميلاد والقرن الثالث الميلادي. وربما كانت ملاجئ. احتل الفايكنج جزر أوركني خلال القرنين الثامن والتاسع، وحكموا حتى عام 1468م. وقد رهن كريستيان الأول، ملك الدانمارك والنرويج، الجزر لدى ملك اسكتلندا من أجل مهر ابنته التي أراد تزويجها من جيمس الثالث ملك اسكتلندا. وكثير من أسماء الأماكن والعائلات نرويجية الأصل. خلال القرن التاسع عشر أصبحت سترومنيس ميناء مُهمًا للسفن التجارية التابعة لشركة هَدسون باي، ولقوارب صيد الحيتان والفُقمة، وقوارب صيد سمك الرنجة. وأثناء الحرب العالمية الأولى والثانية أصبحت سكابا فلو قاعدة بحرية مهمة. ومنذ السبعينيات وفرت صناعة النفط في بحر الشمال العديد من فرص العمل لسكان أوركني.